# Capoide
O termo capoide foi cunhado por Carleton Coon, um antropólogo físico (no seu livro "A origem das raças" de 1962), para designar uma raça humana para agrupar os khoisan do sul da África – daí a origem do termo, do Cabo da Boa Esperança – e alguns povos do sueste asiático que apresentam simultaneamente pele escura e olhos com características "asiáticas".
Apesar do racismo ainda prevalecente em algumas sociedades, os antropólogos abandonaram o conceito de raça, preferindo o de etnia, que agrupa, não só algumas características físicas dos povos, mas principalmente aspetos culturais, como a linguagem. Desta forma, alguns estudiosos associam a família de línguas khoisan ao "tipo capoide", em oposição aos bantus, que seriam associados ao "tipo negroide".